# Сара бинт Таляль Аль Сауд
Сара бинт Таляль Аль Сауд (араб. سارة بنت طلال بن عبد العزيز آل سعود‎; род. 9 июня 1973) — саудовская принцесса и филантроп, политическая эмигрантка.

## Биография
Сара бинт Таляль родилась в семье принца Таляля ибн Абдул-Азиза Аль Сауда и его третьей жены Муди бинт Абдул-Мусхин Алангари. У неё есть кровный старший брат, принц Турки (род. 1968). В детстве за красоту и привязанность к благополучию её прозвали «маленькая Барби», воспитывалась гувернанткой, которая была англичанкой.
Закончила Университет короля Сауда.
С 2000 года Сара бинт Таляль руководила благотворительной организацией «Синдром Дауна в Эр-Рияде», для помощи людям с синдромом Дауна и вместе с отцом посещала лагеря беженцев.
В 2007 году из-за ссоры с отцом уехала в Великобританию, где стала проживать вместе со своими четырьмя детьми. Спустя пять лет, в июле 2012 года принцесса Сара попросила политического убежища в Великобритании, заявив что опасается за свою семью. Сара бинт Таляль стала первым членом саудовской королевской династии, которая попросила политического убежища за рубежом.

## Семья
В юности вышла замуж за члена династии Аль Сауд, через несколько лет они развелись. У принцессы Сары и её бывшего супруга четверо детей.